# Eduardo González Pedroso
Eduardo González-Pedroso y Kolman (Madrid, 1822-Madrid, 27 de diciembre de 1862) fue un dramaturgo, periodista, escritor y editor español.

## Trayectoria literaria
Nacido en 1822 en Madrid, usó el pseudónimo de Mario Kohlmann y trabajó como redactor en El Padre Cobos, semanario satírico de ideología tradicionalista, y El Pensamiento Español. Dirigió La España. Adaptó los dramas Paulo el Romano. Drama trágico en un acto escrito sobre otro de Delavigne (1846) de Casimir Delavigne, 2.ª ed. Madrid: Impr. de V. de Lalama, 1855; y El veinticuatro de febrero (1854) de Friedrich Ludwig Zacharias Werner. Después apareció su Compendio de la Biblia. Antiguo testamento ajustado a la versión del Padre Scío (Madrid: Imp. de Tejado, 1858; 2.ª ed. Madrid: Imp. de Tejado, 1867). También editó el volumen correspondiente a autos sacramentales de la Biblioteca de Autores Españoles del editor Manuel Rivadeneyra, Autos sacramentales desde su origen hasta fines del siglo XVII (1865) que, al parecer, apareció póstumo. Se conserva un Epistolario inédito entre González Pedroso y Juan Eugenio Hartzenbusch (1858-1867). Tradujo las novelas Leona de Frédéric Soulié y La verdad de un epitafio de Léon Gozlan, ambas publicadas en 1845, y editó las Obras completas de Cecilia Böhl de Faber, "Fernán Caballero"  (Madrid: impr. de Mellado, 1855-1857). Ossorio y Bernard data su muerte el 27 de diciembre de 1862, en Madrid.